# 비너스 센터
비너스 센터(ビーナスセンター, 알-주흐라, مركز الزُّهَرَة)는 시리아의 애니메이션 및 어린이·청소년 프로그램 아랍어 더빙 전문 스튜디오로, 특히 일본 애니메이션에 특화되어 있다. 스튜디오 본사는 시리아 수도 다마스쿠스의 세관 지역에 위치해 있다.
이 스튜디오는 표준 아랍어의 정확한 발음에 엄격히 신경 쓰며, 더빙 시 입 모양에 맞춘 음성 조정과 음성의 층을 유지하는 것이 특징이다. 애니메이션 더빙, 특히 일본 애니메이션에 중점을 두고 있지만, 아랍 사회의 보수적인 특성을 고려하여 어린이와 청소년의 연령에 맞는 내용으로 수정하고 있다. 또한, 명탐정 코난 영화 시리즈, 아이스 에이지 시리즈 3편, 가필드 영화 등 TV 시리즈와 연계된 영화 더빙도 담당하고 있다.

## 역사
1991년, 모나 알히자지(مناع حجازي), 파이즈 알사바그(فايز الصباغ), 마흐르 알하지 와이스(ماهر الحاج ويس)가 비너스 센터를 설립하여 아랍 예술계에 기여하고 아랍 시청자들에게 봉사하는 것을 목표로 하였다. 당시 더빙 작품은 주로 1990년대를 중심으로 일부 아랍 국영 TV 방송국에 의해 구매되었다. 1991년 설립 이후 비너스 센터는 이 분야에서 가장 중요한 스튜디오 중 하나가 되었다. 10년간의 성공 이후, 파이즈 알사바그는 2000년에 스페이스툰 채널을 설립하여 비너스 센터 작품의 공식 방송 창구가 되었으며, 두 기관은 같은 이름과 파트너십으로 연결되어 있다.